# Filip l'Àrab
Marc Juli Filip (en llatí, Marcus Iulius Philippus; c. 204 - 249), també dit Marc Juli Felip, més conegut com a Filip l'Àrab o Felip l'Àrab, fou emperador romà entre els anys 244 i 249.
Se saben poques coses del començament de la seva vida i la seva carrera política. Va néixer a Chahba, al sud-est de Damasc, a la província romana de Síria. Era fill de Juli Marí, un ciutadà romà local que potser tenia certa importància en els assumptes locals. El nom de la seva mare ens és desconegut, però les nostres fonts ens parlen del seu germà, Gai Juli Prisc, membre de la guàrdia pretoriana en temps de Gordià III que, després de la mort de Filip, intentarà usurpar el tron imperial. Filip estava casat amb Màrcia Otacília Severa i va tenir un fill amb ella l'any 238, al qual anomenaren Marc Juli Sever Filip.
L'any 243, durant la campanya de Gordià contra els perses, el prefecte pretorià Timesiteu morí en estranyes circumstàncies. Arran d'això, i dels consells del seu germà Prisc, Filip esdevingué el nou prefecte pretorià perquè els dos germans tenien la intenció de governar tot l'imperi aprofitant-se del jove emperador. Després d'una derrota en el camp de batalla, Gordià morí en circumstàncies tan estranyes que encara avui es debaten les causes de la seva mort. No obstant això, es creu que Filip va ser el responsable de la seva mort perquè va ser ell qui primer es proclamà emperador després de la mort de Gordià. Filip no estava disposat a cometre els mateixos errors d'altres usurpadors i era conscient que havia de tornar a Roma si volia consolidar la seva posició davant el senat. Per això, viatjà cap a l'oest després de pactar la pau amb el rei Shapur I de Pèrsia i de deixar el seu germà com a governador extraordinari de les províncies orientals. A Roma, el seu càrrec d'emperador fou confirmat i nomenà el seu fill Cèsar i hereu del tron imperial.
El regnat de Filip començà amb una incursió germànica a la província de Pannònia i amb una invasió dels carps (carpi), una fracció dels gots de la província de Mèsia (actual Bulgària) per la frontera del Danubi. Van ser derrotats l'any 248, però les legions no estaven satisfetes amb el resultat, probablement a causa de la petita part dels beneficis dels saquejos que els havia estat assignada. Aviat es rebel·laren i Pacatià fou proclamat nou emperador per les tropes. La revolta fou esclafada i Filip nomenà Deci governador de la província. Els esdeveniments posteriors, emperò, demostraren que aquesta decisió fou un error. La revolta de Pacatià no fou l'única amenaça per a Filip, perquè a l'Orient Jotapià liderà una altra revolta contra l'opressiu govern de Prisc i els elevats impostos. Un altre usurpador, Silbanac, liderà una revolta, sense gaire èxit.
L'abril de l'any 248, Filip va tenir l'honor de celebrar els mil anys de Roma, fundada l'any 753 aC per Ròmul i Rem (vegeu fundació de Roma i ab urbe condita). Segons les cròniques contemporànies, les celebracions van ser magnífiques i inclogueren uns jocs espectaculars, ludi saeculares i representacions teatrals arreu de la ciutat. Aquest esdeveniment també se celebrà en la literatura amb un elevat nombre d'edicions sobre el tema, com ara el llibre Mil anys d'història d'Asini Quadrat, especialment preparat per a l'ocasió.
Malgrat aquest ambient festiu, el descontentament de les legions anava en augment. Deci fou proclamat emperador per les legions del Danubi la primavera de l'any 249 i marxaren sobre Roma. Les legions de Filip es trobaren amb les de l'usurpador a prop de l'actual Verona aquell mateix estiu. Deci guanyà la batalla i Filip fou assassinat, bé en el camp de batalla o bé mort pels seus soldats, que volien complaure el nou emperador. Quan les notícies arribaren a Roma, Marc Juli Sever Filip, el fill d'onze anys de Filip i hereu del tron, també fou assassinat. La Crònica d'Alexandria diu que Filip només tenia 25 anys en morir, però sembla un error per 45.
La tradició posterior, incloent-hi la Història eclesiàstica d'Eusebi, afirma que Filip fou el primer emperador cristià. Però això és dubtós, perquè els escriptors no cristians no mencionen aquest fet i perquè durant el regnat de Filip continuà vigent la religió d'estat. L'afirmació d'Eusebi es deu, probablement, a la tolerància que Filip mostrà envers els cristians.